# Cireșanu, Prahova
Cireșanu este un sat în comuna Baba Ana din județul Prahova, Muntenia, România. Se află în partea de sud a județului, în câmpia piemontană a Istriței.
La sfârșitul secolului al XIX-lea, în 1899, satul avea 200 de locuitori și 44 de case și făcea parte din comuna urbană Mizil, reședința plășii Tohani din județul Buzău. Împreună cu orașul Mizil, a făcut parte apoi din raionul Mizil al regiunii Buzău și apoi al regiunii Ploiești. În 1968, la reforma organizării administrativ-teritoriale, comuna Cireșanu a fost desființată, a devenit parte a județului Prahova și a fost arondată comunei Baba Ana.